# Multilepidina
Multilepidina es un género de foraminífero bentónico normalmente considerado un subgénero de Lepidocyclina, es decir, Lepidocyclina (Multilepidina), pero aceptado como sinónimo posterior de Nephrolepidina de la subfamilia Lepidocyclininae, de la familia Lepidocyclinidae, de la superfamilia Asterigerinoidea, del suborden Rotaliina y del orden Rotaliida. Su especie tipo era Lepidocyclina (Multilepidina) irregularis. Su rango cronoestratigráfico abarcaba desde el Aquitaniense hasta el Burdigaliense (Mioceno inferior).

## Clasificación
Multilepidina incluía a las siguientes especies:
- Multilepidina fijiensis †, también considerado como Lepidocyclina (Multilepidina) fijiensis †, de posición genérica incierta
- Multilepidina irregularis †, también considerado como Lepidocyclina (Multilepidina) irregularis †, y aceptado como Nephrolepidina irregularis †
- Multilepidina luxurians †, también considerado como Lepidocyclina (Multilepidina) luxurians †, de posición genérica incierta
- Multilepidina palustris †, también considerado como Lepidocyclina (Multilepidina) palustris †, de posición genérica incierta
- Multilepidina wanneri †, también considerado como Lepidocyclina (Multilepidina) wanneri †, de posición genérica incierta